# 小行星24347
小行星24347（24347 Arthurkuan）是一颗绕太阳运转的小行星，为主小行星带小行星。该小行星于2000年1月20日发现。

## 轨道参数
小行星24347的轨道半长轴为340 582 891 km，2.2766236 UA，离心率为0.129。